# یوگینی پچنین
یوگینی پچنین (روسی: Евгений Юрьевич Печенин؛ زادهٔ ۱۴ آوریل ۱۹۸۴) دوچرخه‌سوار اهل روسیه است.